# Chinesische Nationalspiele 1975/Badminton
Bei den Chinesischen Nationalspielen 1975 wurden vom 12. bis zum 28. September 1975
in Peking im Badminton fünf Einzel- und zwei Teamwettbewerbe ausgetragen.

## Sieger und Finalisten
| Disziplin    | Gold                    | Silber                  |
| ------------ | ----------------------- | ----------------------- |
| Herreneinzel | Tang Xianhu             |                         |
| Dameneinzel  | Liang Qiuxia            | Chen Yuniang            |
| Herrendoppel | Tang Xianhu Wu Junsheng |                         |
| Damendoppel  | Li Fang Liang Qiuxia    | Chen Yuniang He Cuiling |
| Mixed        | Wu Junsheng Qiu Yufang  |                         |
| Herrenteam   | Fujian                  | Volksbefreiungsarmee    |
| Damenteam    |                         |                         |